# Нерухомість (фільм)
«Нерухомість» (швед. Toppen av ingenting) — шведсько-британський драматичний фільм 2018 року, поставлений режисерами Мансом Манссоном і Акселем Петерсеном. Фільм було відібрано для участі в конкурсній програмі 68-го Берлінського міжнародного кінофестивалю, де 18 лютого 2018 відбулася його світова прем'єра.

## Сюжет
Після розкішного життя за кошти свого батька, 68-річна Нойєт успадковує один з його багатоквартирних будинків у середмісті Стокгольма. Жінка повертається з сонячного півдня на батьківщину, але замість добре організованого стану справ вона виявляє повний хаос: будівля в жалюгідному стані, в орендарів проблеми з документами, а порядком займатися нікому не хочеться — її брат зі своїм сином, які схильні до пляшки та інших надмірностей, нехтують своїми обов'язками по догляду за будинком. Нойєт шукає поради у свого старого друга Лекса, сімейного юриста та музичного продюсера, у якого в розпалі організація свята для безхатьків. Він пропонує продати будівлю агенту з нерухомості. Ця пропозиція спочатку здається цікавою, адже може забезпечити майбутнє Нойєт, проте її спадщина все більше стає прокляттям.

## У ролях
| • Леоноре Екстранд  | … | Нойєт      |
| • Крістер Левін     | … | Лекс       |
| • Крістіан Салдерт  | … | Кріс       |
| • Олоф Родін        | … | Міккі      |
| • Карл Йоган Мернер | … | Карл Серум |
| • Дон Беннечі       | … | Дон        |
| • Анна Еклунд       | … |            |
| • Стефан Гюн        | … |            |

## Знімальна група
- Автор сценарію — Аксель Петерсен
- Режисер-постановник — Манс Манссон, Аксель Петерсен
- Продюсер — Сігрід Гелледей, Манс Манссон
- Співпродюсери — Джордж Крегг, Александр Каршиков, Крістіан Ренфорс, Калле Ізберг
- Оператор — Манс Манссон
- Композитори — Том Скіннер, Луїс Запатілла, Аксель Боман, Дон Беннечі
- Монтаж — Анна Бранштейн, Джордж Крегг
- Художник-постановник — П'єр Бйорк, Віктор Свейтек
- Художник з костюмів — Еллен Уттерстрем

## Нагороди та номінації
| Список нагород та номінацій           | Список нагород та номінацій | Список нагород та номінацій | Список нагород та номінацій | Список нагород та номінацій | Список нагород та номінацій |
| Кінофестиваль/Кінопремія              | Рік                         | Категорія                   | Номінант(и)                 | Результат                   | Дж                          |
| ------------------------------------- | --------------------------- | --------------------------- | --------------------------- | --------------------------- | --------------------------- |
| Берлінський міжнародний кінофестиваль | 2018                        | Золотий ведмідь             | Нерухомість                 | Номінація                   | [ 3 ]                       |